# Eve-Evelyn
«Eve-Evelyn» es la cuarta pista del álbum La voz de los '80 del grupo chileno de new wave Los Prisioneros. Es la única canción del disco que incorpora elementos electrónicos, lo que la acerca al sonido de grupos como New Order.
Los Prisioneros tocaron la canción en vivo sólo en el año 2002. Jorge González interpretó Eve-Evelyn en sus conciertos solistas entre 2010 y 2013.

## Inspiración
«Eve-Evelyn» es sobre una chica —que efectivamente existía y tenía el mismo nombre—, que a todos les gustaba. Vivía a dos cuadras de la casa de Miguel Tapia y, según Claudio Narea, Jorge González fue el único miembro del grupo que pudo besarla; sin embargo, González afirmó que nunca pudo tener nada con ella. Se inspiró en la canción «Maniac», de Michael Sembello, popularizada gracias al filme Flashdance.